# Marsilea ancylopoda
Marsilea ancylopoda är en klöverbräkenväxtart som beskrevs av Addison Brown. Marsilea ancylopoda ingår i släktet Marsilea och familjen Marsileaceae.
Inga underarter finns listade.